# Antarchaea goniogramma
Antarchaea goniogramma är en fjärilsart som beskrevs av George Francis Hampson 1926. Antarchaea goniogramma ingår i släktet Antarchaea och familjen nattflyn. Inga underarter finns listade i Catalogue of Life.